# 水游蛇
水游蛇（学名：Natrix natrix）为爬行纲游蛇科的动物，亦称水蛇。

## 特征
水游蛇颜色通常为橄榄绿色，其头部后面两侧有一对鲜明的橘黄色或橘红色斑，黄白色唇部，黑色鳞沟，躯干背面有的隐约见到暗褐色粗点，灰白色腹面，有的散有黑点。在寒冷地区，深色更加普遍。腹部为白色，间杂黑色的不规则块。
在英国，水游蛇是最大的爬行动物，总长度可达1.2-1.9米，尽管这么大的个体很少见。雌性明显比雄性大，成年大小为90-110厘米，雄性长度大约短20厘米，并且腹围明显比雌性小。重量约为240克。
在巴尔干半岛地区，其领子通常为浅黄或者白色，因此塞尔维亚语中这种蛇被称为“白耳蛇”。

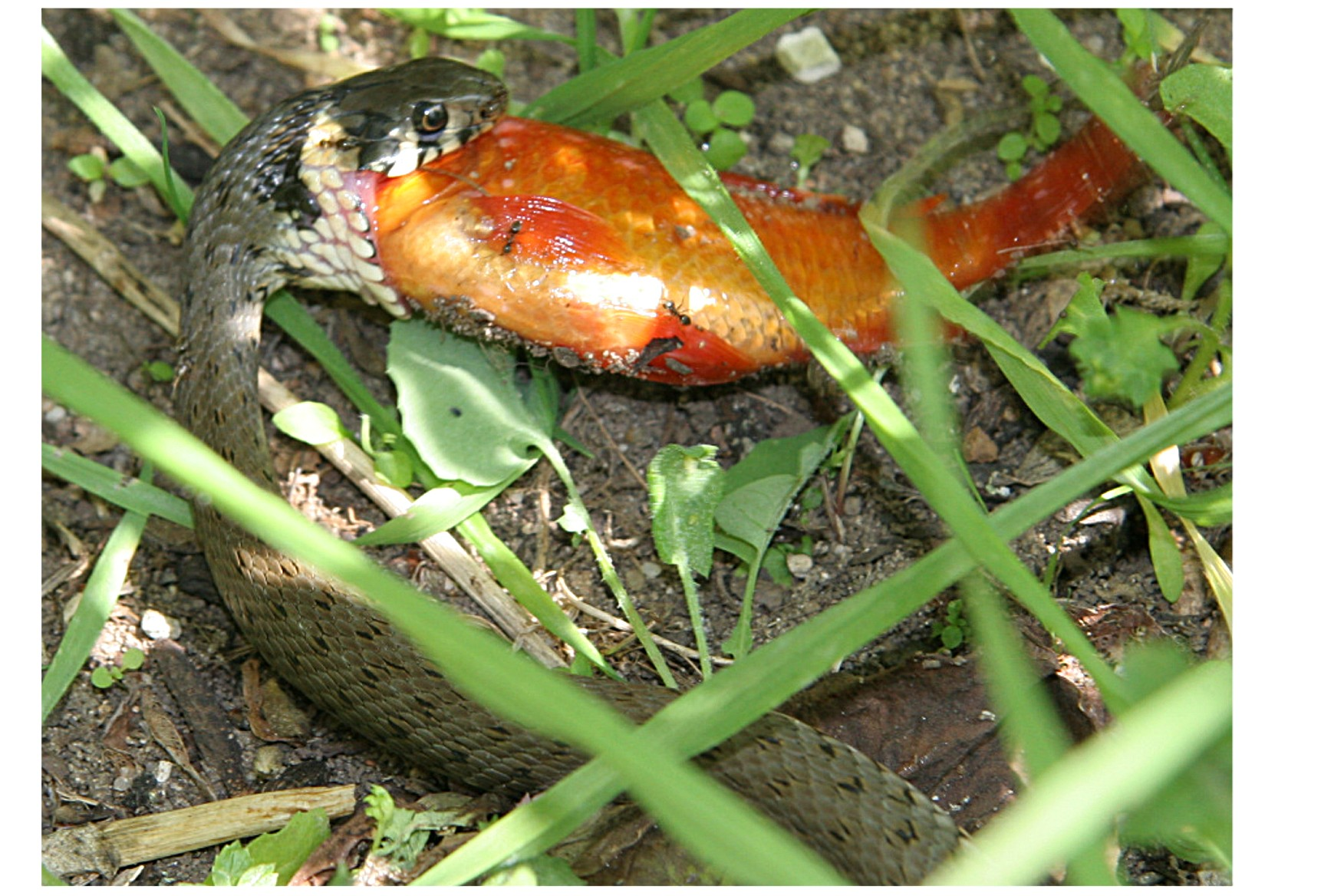
水游蛇吞食鲫鱼

## 分布
分布于欧洲、非洲西北部、向东到中亚及蒙古、南到伊朗、土耳其以及中国大陆的新疆等地，一般栖息于林区溪流附近或其他各类水体附近。其生存的海拔范围为850至950米。该物种的模式产地在欧洲。

## 外部連結
- Amphibians and Reptiles of Europe （页面存档备份，存于）
- Reptiles and Amphibians of the UK （页面存档备份，存于）
- BBC Nature Archive.today的存檔，存档日期2012-12-23